# Врхбосна
Врхбосна је назив за место и жупу у средњовековној Босни. Само место Врхбосна налазило се на месту данашњег Сарајева, а истоимена жупа приближно је обухватала подручје Сарајевског поља. Као насеље, Врхбосна се сматра претечом Сарајева.

## Историја
Врхбосна се помиње средином 13. века као једно од главних места у тадашњој Босанској бановини. Значај места и жупе проистицао је из њиховог средишњег положаја у срцу средњовековне Босне. Најзначајнија места на подручју жупе Врхбосне била су: чувени град Ходиђед, стари Градац (Которац), као и Торник и Булог.
Жупа Врхбосна се простирала око горњег, изворишног тока реке Босне, односно у сливовима њених притока Миљацке и Жељезнице. Са готово свих страна била је омеђена планинским венцима Романије, Јахорине, Требевића, Бјелашнице и Игмана, пружајући се до превоја Кобиљаче и реке Вогошће. Поменуте међе одвајале су жупу Врхбосну од суседних жупа: Вогошће, Босне, Лепенице, Криваје, Неретве, Комске, Загорја, Праче и Бистрице.
Жупа Врхбосна се спомиње у повељи краља Беле IV 1244 године. У то време обухватала  је данашње Сарајевско Поље. Још тада је имала саборну цркву посвећена је светог Петра.
Град Врхбосна се спомиње изричито тек 1379. године, а 1415 као подручје где је покопан војвода Павле Рађеновић.
Почетком 15. века, жупу Врхбосну држали су великаши Павловићи. У то време започињу стални упади Турака у средишње босанске области. Након од 1416. године, Врхбосна је била изложена сталном турском притиску са циљем успостављања трајних упоришта у самом средишту Босне. Средином 15. века, поменути циљ је коначно остварен. На подручју жупе Врхбосне Турци створили најзападнију испоставу Босанског крајишта, створивши вилајет Ходиђед.
Након тога је Врхбосна била у рукама краља Твртка II који је 1430. морао уступити Турцима неколико својих градова и платити им данак 25000 дуката годишње. Турци су коначно заузели Жупу Врхбосну 1435/6 и узели град Врхбосну за своју престоницу.
До краја 1439. године Врхбосна је била у турским рукама. Тада је Ходидјед био важнији за одбрану него град Врхбосна. Зато је краљ Тома нападао Ходидјед 1459. године. Тада је запалио и подграђе града Врхбосне, а Ходидјед није могао освојити.
Коначним падом Босне (1463) и оснивањем Босанског санџака, започело је ново раздобље у историји Врхбосне, око које се развило ново место — Сарајево. Изворни назив места и жупе наставио је да живи још неко време и његова употреба је потврђена изворима из 16. века. У каснијим раздобљима, појам Врхбосне су неговали углавном босански летописци и он је као књижевна старина дочекао 1878. годину и успостављање аустроугарске управе, након чега је покренут поступак за стварање Врхбосанске надбискупије, чиме је појам Врхбосне поново оживео усред Сарајева.